# Палермо (округ)
Округ Палермо (итал. Provincia di Palermo) је округ у оквиру покрајине Сицилија у јужном Италији. Седиште округа и покрајине и највеће градско насеље је истоимени град Палермо.
Површина округа је 4.992 km², а број становника 1.245.060 (2008. године).

## Природне одлике
Округ Палермо чини северни део острва и историјске области Сицилија. Он се налази у југозападном делу државе, са изласком на Тиренско море на северу, где се налази узан, али густо насељен приморски део. Средишњи део је планинског карактера - планине Мадоније на истоку и Ла Пицута на западу. Јужни део чини низ висоравни, названих заједно називом "Унутрашња Сицилија". У округу нема значајних водотока.
Округу Палермо припада и острво Устика, удаљено 67 km северно од Палерма.

## Становништво
По последњим проценама из 2008. године у округу Палермо живи око 1.250.000 становника. Густина насељености је велика, око 250 ст/км². Приморски делови округа су знатно боље насељени, посебно око града Палерма. Планински део је ређе насељен и слабије развијен.
Поред претежног италијанског становништва у округу живе и известан број досељеника из свих делова света.

## Општине и насеља
У округу Палермо постоји 82 општине (итал. Comuni).
Најважније градско насеље и седиште округа је град Палермо (660.000 ст.) у северозападном делу округа. Други по величини је град Багерија (56.000 ст.) у северном делу округа. Познат је и град Монреале (32.000 ст.) по свом чувеном манастиру.